# Пётр и Павел (белозерская икона XIII века)
«Апостолы Пётр и Павел» — древнерусская икона святых апостолов Петра и Павла, написанная в первой трети XIII века в Новгороде. Храмовая икона церкви Петра и Павла в Белозерске. 
Обнаружена в Воскресенской церкви Белозерска и вывезена в Центральные государственные реставрационные мастерские, где были сделаны пробные расчистки. В 1934 году икона поступила в собрание Русского музея, где была раскрыта.

## Описание
Икона написана на липовой доске с ковчегом и паволокой, щит состоит из трёх досок, соединенных набивными шпонками (сохранились следы более ранних торцевых шпонок).
Апостолы изображены строго фронтально, что не находит аналогий, в домонгольском искусстве Руси и Византии, как правило, представлявших их обращенными друг к другу в трехчетвертном повороте. Апостол Петр чуть выше святого Павла, что, говорит о его старшинстве. Однако сходство трактовки образов свидетельствует, что первостепенное значение автор иконы придаёт их равенству. Спаситель, благословляющий апостолов обеими руками, помещен в верхней части образа. Над ним, на верхнем поле, изображён престол уготованный с двумя поясными фигурами ангелов по сторонам от него (написаны в XVI веке).
По мнению О.А. Кориной, правые руки сложены в благословляющем жесте — у Петра в двуперстном, у Павла в именословном.  Н.М. Турцова впервые дает обоснованную интерпретацию авторского замысла образа. Она считает, что первоверховные апостолы запечатлены в момент проповеди и трактует жесты правых рук как ораторские, перешедшие в христианство из греко-римского мира, развившего особую  систему проповеднических движений. Так, на белозерской иконе, жест правой руки апостола Петра, который только с XV в. стал трактоваться как двуперстное благословение, в древности являлся знаком процесса речи, проповеди. Жест правой руки святого Павла, редкий для Древней Руси и Византии, был широко распространен в античном искусстве :  мизинец и  указательный палец выпрямлены, средний и указательный согнуты и соединены с большим. Такой жест означал требование мак-симального внимания слушателей ( Н.М.Турцова Апостолы Петр и Павел / серия "Русская икона. Образы и символы": Метропресс. - СПб., 2013. С. 34). Предложенная интерпретация подтверждается атрибутами святых: в левых руках изображены свёрнутый свиток — у Петра, закрытое Евангелие — у Павла. Еще более важным аргументом в ее пользу является направление взгляда апостолов : их глаза, первоначально были обращены вверх. Позднее, при одном из поновлений иконы, лики апостолов были переписаны и взгляд стал направлен непосредственно на зрителя. Колпакова Г. С. отмечает, что колорит иконы принадлежит к доминировавшей в 1200-х годах гамме разбелённых синих и розовых оттенков. По её мнению апостолы на иконе представлены как «равные воины Христовы, „присягающие“ на верность христианской Церкви и готовые встать на её защиту».
Сохранность иконы оценивается как удовлетворительная. Первоначальный серебряный фон практически полностью утрачен. Оригинальная живопись правой половины лица апостола Павла также утрачена, на её место положен новый левкас.

## Датировка
XII век - первоначальная атрибуция иконы принадлежит известнейшему исследователю и реставратору древнерусской живописи Н.В. Перцеву; XII - первая половина XIII века - приведена в каталоге: О.В. Корина. Живопись домонгольской Руси. М: Советский худож-ник, 1974. С.27-28. Исследователь объединила и привела все имеющиеся на тот момент датировки иконы, что вполне приемлемо для произведения, не прошедшего реставрационного и технико-технологического исследования. По тому же пути пошла Н.М.Турцова, поскольку ее книга носит  научно-популярный характер, то автор не ставила своей целью оспорить существующие датировки и также привела все известные на тот момент датировки, т.е.  - XII - первая половина XIII век. См.: Апостолы Петр и Павел / серия "Русская икона. Образы и символы": Метропресс. - СПб., 2013. С.4.